# Фукс, Иоганн Непомук
Иоганн Непомук Фукс (нем. Johann Nepomuk Fuchs; 5 мая 1842, Фрауэнталь-ан-дер-Ласниц, Штирия — 15 октября 1899, Бад-Фёслау, Нижняя Австрия) — австрийский композитор, дирижер и музыкальный педагог. Брат Роберта Фукса.

## Биография
Работал в качестве дирижёра в Братиславе, Брно, Кёльне, Гамбурге и Лейпциге, после чего, в 1880 году, стал капельмейстером венского Хофтеатра, а в 1894 году — вице-капельмейстером. В 1888 году начал преподавать в Венской консерватории, где его учеником был Александр фон Цемлинский. Через пять лет получил должность директора консерватории. Основное наследие Фукса как композитора — оперы и другие произведения для театра. Также занимался редактированием опер Глюка, Генделя и Шуберта, выступал в роли консультанта в издательстве Breitkopf & Härtel при подготовке Полного собрания сочинений Франца Шуберта (Schubert-Gesamtausgabe).
Его правнучка — Катя Вайтценбёк, известная австрийская актриса театра и кино.